# Raymond Desvarreux-Larpenteur
Raymond Desvarreux, né le 26 juin 1876 à Pau et décédé le 17 décembre 1961 à Paris 5e, est un peintre français.

## Biographie
Fils du peintre américain James Desvarreux-Larpenteur, il fut l'élève de Jean-Léon Gérôme puis de Jean Baptiste Detaille. Il peint des paysages, chevaux et scènes de chasse comme son père, mais expose au salon de Paris de grandes compositions célébrant les campagnes de la Révolution et de l'Empire et la guerre franco-prussienne de 1870-1871. Il participe au panorama de la Bataille de Waterloo sous la direction de Louis Dumoulin en 1911-1912, et obtient une médaille de 3e classe en 1910 puis une médaille d'or au Salon des artistes français de 1913.
Il est membre de la Société des peintres militaires fin 1913, agréé par le musée de l'Armée début décembre 1914 et nommé peintre du ministère de la Guerre en février 1915.
Il est mobilisé en 1914, comme caporal au 25e régiment d'infanterie territoriale, et combat dans le Nord, à Cambrai, Bapaume et Noyelles. En octobre 1914 il est hospitalisé à Doullens et sera déclaré inapte au service en mars suivant. Il part en mission, pour la première fois, dans la Somme en décembre 1914. Sur les nombreux théâtres d'opérations qu'il parcourt, il exerce souvent des fonctions d'interprète en raison de ses origines américaines. Il rencontre de multiples unités des armées françaises et alliées dont il représente les uniformes dans de nombreux petits tableaux destinés au musée de l'Armée (150 y sont encore conservés). Ces œuvres sont autant de portraits de soldats et d'officiers croisés sur le front. Il y joint des représentations de matériels ou des scènes de tranchées et de cantonnement.
Après la Guerre, Raymond Desvarreux abandonnera totalement la peinture militaire pour le paysage. Il expose ainsi au Salon des artistes français de 1929 les toiles Les Grandes manœuvres, Le Rêve, Sous-bois et un portrait.
Il n'y reviendra qu'après 1945 avec des scènes de batailles de l'Empire.
Au travers de ses travaux pour le musée de l'Armée, Raymond Desvarreux apparaît comme un artiste de talent, honnête et scrupuleux, à la fois portraitiste, peintre de chevaux et paysagiste.

## Tableaux
- 1901 : La charge de la brigade Bachelier à la bataille de Rezonville
- 1903 : La prise d'un drapeau
- 1904 : Wagram 1809
- 1905 : Les Défenseurs de l'Aigle
- 1906 : Avant la charge : Suivez moi ! Vive la France !
- 1906 : La Dépêche (1812)
- 1907 : Vers la Frontière (An II)
- 1909 : Lazare Carnot, Wattignies 1793
- 1910 : En avant pour la Patrie
- 1912 : L'assaut de St Dizier (1544)
- 1913 : Les Parisiens à Jemmapes conduits par Dampierre
- 1914 : Défense d'un Village, campagne des Pays-Bas